# 夕実&梨沙の東京ラフストーリー
『夕実＆梨沙の東京ラフストーリー』（ゆみ アンド りさのとうきょうラフストーリー）は、2015年7月9日から2016年9月29日まで超!A&G+でインターネット配信されていた音声番組。パーソナリティは内山夕実と種田梨沙。
本記事では当番組のほか、2020年9月30日より配信開始した同番組の実質的な後継番組にあたる『夕実＆梨沙のラフストーリーは突然に』（ゆみ アンド りさのラフストーリーはとつぜんに）についても記述する。

## 番組概要

### 夕実&梨沙の東京ラフストーリー
笑顔あふれるステキな大人の女性になるために、内山夕実と種田梨沙の2人が様々なことにチャレンジしていく成長物語となる予定のインターネットラジオ番組である。内山と種田が超!A&G+の番組で共にパーソナリティを務めるのは、2012年10月 - 2013年3月に配信された『恋愛トークバラエティ 好きなよ。部』以来となる。2016年9月29日配信分をもって終了。2017年1月からはアーカイブ配信が開始された。第4回までは無料で視聴でき、第5回から第65回までについても有料で視聴できる。

#### パーソナリティ
- 内山夕実
- 種田梨沙

#### 配信時間
- 2015年7月9日 - 2016年9月29日
  - 毎週木曜日 1:30 - 2:00（リピート配信…木曜日 13:30 - 14:00[注 2]）

#### 提供
- マリン・エンタテインメント

### 夕実&梨沙のラフストーリーは突然に
番組終了から3年以上経った2019年、『夕実&梨沙の東京ラフストーリー』が第6回(2019年度)アニラジアワードの「BEST RETURN HOPE RADIO 復活希望ラジオ賞」にノミネートされた。このことが一つの契機となり、翌2020年9月30日より『夕実&梨沙のラフストーリーは突然に』として事実上の復活。『東京ラフストーリー』の番組コンセプトが「笑顔あふれるステキな大人の女性になるため」だったのに対して、『ラフストーリーは突然に』では「すっかり大人の女性になった2人」が等身大で語り合う番組とされている。
その後、第7回(2020・2021年度)アニラジアワードでは、「BEST FEMALE RADIO 最優秀女性ラジオ賞」・「BEST FUNNY RADIO 大笑いラジオ賞」・「BEST BENEFIT RADIO ためになるラジオ賞」・「BEST CUTE RADIO かわいいラジオ賞」の4部門にノミネートされ、「BEST FEMALE RADIO 最優秀女性ラジオ賞」と「RADIO OF THE YEAR 最優秀ラジオ大賞」を受賞した。
2023年4月以降に文化放送超A&G+の配信時間が変更されることになったのに伴い、2023年4月5日配信回以降は毎週木曜日9時からのリピート配信枠が廃止された。その代わりに、2023年3月29日配信回からは、地上波の文化放送および東海ラジオでのリピート放送が始まったが、この地上波放送は2023年9月27日配信回をもって終了した。2023年10月4日配信回以降は、毎週金曜日18時頃から1週間限定でYouTube文化放送A&Gチャンネルにてアーカイブ配信が行われている。
2025年3月で超!A&G+がサービス終了することに伴い、2025年4月2日配信回以降は配信媒体をQloveR「超！A&G+チャンネル」に移行した。また、2025年4月3日から地上波の文化放送でも再びリピート放送が始まり、このリピート放送はラジオ大阪にも同時ネットされる。

#### パーソナリティ
- 内山夕実
- 種田梨沙

#### 配信時間
QloveR「超！A&G+チャンネル」
- 2025年4月2日 -
  - 毎週水曜日 21:00 - 21:30

超!A&G+
- 2020年9月30日 - 2023年3月28日
  - 毎週水曜日 21:00 - 21:30（リピート配信…木曜日 9:00 - 9:30・土曜日 13:30 - 14:00）
- 2023年3月29日 - 2023年4月4日
  - 毎週水曜日 21:00 - 21:30（木曜日2:00 - 2:30〈文化放送・東海ラジオ地上波〉、木曜日 9:00 - 9:30・土曜日 13:30 - 14:00〈超!A&G+〉))
- 2023年4月5日 - 2023年10月3日
  - 毎週水曜日 21:00 - 21:30（木曜日2:00 - 2:30〈文化放送・東海ラジオ地上波〉、土曜日 13:30 - 14:00〈超!A&G+〉))
- 2023年10月4日 - 2025年3月26日
  - 毎週水曜日 21:00 - 21:30（金曜日1:30 - 2:00・土曜日 13:30 - 14:00〈超!A&G+〉、金曜日18:00 更新〈YouTube文化放送A&Gチャンネル〉）

## コーナー

### 夕実＆梨沙の東京ラフストーリー
- ふつおた
  - 番組はじめに、リスナーからのメールも交えつつ良い感じでフリートークをしていくコーナー。

- トレンディエチュードドラマ ～あの日、あの時、あのラフで…～
  - リスナーから「いつ」「どこで」「誰と」「何をしたか」を募集し、2人が即興劇を演じる。

- 人にやさしく！大人のお悩み相談！
  - 理想の女性を目指す2人への悩みをリスナーから募集。「大人の～」というタイトルではあるが、募集は年代問わず行われる。

- 私の周りのトレンディ！
  - 自分や友人、地域など局地的に流行っているトレンディなことをリスナーから募集。内山が推している言葉「かっちょぶー[注 3][15]」を広めるためにできた「今週のかっちょぶー情報」というサブコーナーがある。

- 女神の言葉
  - 過去の偉人や名言、身の回りの人が残した印象的な一言を虫食いクイズ形式で、2人が当てていく形で学ぶコーナー。

- 内山夕実の知ったか料理教室
  - 番組初の新コーナー。第33回(2016年3月3日)に種田が提案、第38回(2016年3月24日)にコーナー化された。料理が苦手である内山が、リスナーから募集した料理を想像で調理するというもの。「料理教室」とあるが実際に料理をすることはない。

- かわいいくしゃみ選手権2015
  - 第19回(2015年11月12日)レギュラーコーナー「私の周りのトレンディ！」内で配信。リスナーからくしゃみの音を募集し、誰のくしゃみが最も可愛いかを決めるというもの。チャンピオンにはご褒美として、内山から「寒い日にくしゃみをした彼氏を気遣う一言」が贈られた。

- ミルクまんじゅう-1 グランプリ
  - 第37回(2016年3月17日)配信。全国各地にある土産物ミルク饅頭の中で、ラフスト的にどれが一番かを実際に食べて決めていく企画。

- 母性対決!女子VS男子
  - 第50回(2016年6月16日)配信。女子リスナーと男子リスナーから募集した母性あふれるエピソードを、内山と種田が「ママー！」ボタン(音声録りおろし)を使って母性があるか判定するという企画。

### 夕実＆梨沙のラフストーリーは突然に
- ふつおた
  - リスナーから届いたメールをきっかけにトークするコーナー。話題は幅広い。

- 萌えゼリフは突然に＆ドSゼリフは突然に
  - 内山に読んでもらいたい萌えゼリフと種田に読んでもらいたいドSゼリフを募集するコーナー。萌えゼリフとドSゼリフの他に、少年ボイスで読んでもらいたいセリフも募集している。1クールに1回ほどの頻度でメールを募集し、このコーナーで読まれたものを番組のジングルとして使用している。2023年3月には第一三共ヘルスケアの喉の薬「ペラックT錠」とコラボし、「のど痛さんは突然に！萌え＆ドSセリフで撃退大作戦！」として、喉が痛くなる様々なシチュエーションをお題にした萌えゼリフとドSゼリフを募集した[16]。

- 夕実の３()、梨沙の３()
  - A～Zの内の1文字をお題に、そのアルファベットを頭文字にした内山と種田のそれぞれを表す3つのフレーズを募集するコーナー。リスナーからのメールを読み、その中から各々が良いと思ったフレーズを3つずつ選ぶ。お題はアルファベット順に進む。

- そのストーリーは突然に！
  - あの日、あの時、あの場所でリスナーに突然降りかかったストーリー(ハプニングのエピソードなど)を募集するコーナー。

- 令和だから、ねえわ！
  - 昭和や平成の時代では普通だったけれども、令和の時代では普通ではなくなってしまったもの(「令和だから、ねえわ！」と言いたくなるもの)を募集するコーナー。ネタの最後に「令和だから、ねえわ！」と付けるのがお決まり。

- 熱中大陸！
  - リスナーが熱中しているものや打ち込んでいることを募集するコーナー。とある有名番組のナレーション原稿形式で送ると、雰囲気に合った音楽とともに内山と種田が読み上げてくれる。

- 種ちゃんに1000の質問！
  - 種田に聞きたい質問を募集するコーナー。一問一答形式で進んでいく。

この他にも、内山と種田の誕生日回に特別企画が組まれたり、年末にお散歩回が組まれたり、単発企画が突然始まったりすることがある。

#### 過去のコーナー
- 生み出せ！女神の名言！
  - お題の空欄を埋めることで内山と種田が名言を生み出していくコーナー。リスナーからは、名言の一部が空欄になったお題を募集していた。第139回（2023年5月24日）で終了[17][18]。

- 種ちゃんの元気玉！
  - 種田が元気になるようなメールを募集するコーナー。一言ネタや画像ネタ、癒しネタなど、幅広いネタを募集していた。第139回(2023年5月24日)で終了[17][18]。

- ○○らふ旅
  - リスナーのおすすめスポットを紹介するコーナー。ナレーション原稿を送ると、内山と種田が旅番組風に読み上げてくれていた。第30回(2021年4月21日)以降休止中となっていたが、そのまま第139回（2023年5月24日）で終了[17][18]。

## ゲスト

### 夕実&梨沙の東京ラフストーリー
|      | 回         | 本放送日      | ゲスト     |
| ---- | ---------- | ------------- | ---------- |
| 2016 | 第39回     | 3月30日       | 瀬戸麻沙美 |
| 2016 | 第59・60回 | 8月17日・24日 | 三上枝織   |

### 夕実&梨沙のラフストーリーは突然に
|      | 回           | 本放送日      | ゲスト     |
| ---- | ------------ | ------------- | ---------- |
| 2021 | 第32回       | 5月5日        | 東山奈央   |
| 2021 | 第57回       | 10月27日      | 東山奈央   |
| 2022 | 第89回       | 6月8日        | 東山奈央   |
| 2022 | 第100回      | 8月24日       | 三上枝織   |
| 2022 | 第105回      | 9月28日       | 東山奈央   |
| 2023 | 第127回      | 3月1日        | 田中真奈美 |
| 2023 | 第145回      | 7月5日        | 井口裕香   |
| 2023 | 第148回      | 7月26日       | 東山奈央   |
| 2024 | 第200・201回 | 7月24日・31日 | 三上枝織   |
| 2024 | 第215回      | 11月6日       | 東山奈央   |
| 2024 | 第222回      | 12月25日      | 大木咲絵子 |
| 2025 | 第223回      | 1月1日        | 大木咲絵子 |
| 2025 | 第227回      | 1月29日       | 伊駒ゆりえ |

## Garbelia(ガーベリア)
「Garbelia(ガーベリア)」は内山夕実と種田梨沙の2人ユニットである。ユニット名「Garbelia」は、内山の誕生花であるガーベラ(Gerbera、10月30日、花言葉は神秘・崇高美など)と種田の誕生花であるダリア(Dahlia、7月12日、花言葉は華麗・優雅など)にちなんで名づけられた。2015年11月26日に1stシングル『ハローラフストーリー』をリリース。2016年2月14日(日)に開催された『マリコレライブ　2016』では、「ハローラフストーリー」・「サンキューグッナイ」・「ピースオブライフ」の3曲を披露した。

### ディスコグラフィ
1stシングル『ハローラフストーリー』 
2015年11月26日に、豪華盤(MESC-0159)と通常盤(MESC-0160)の2種類で発売された。どちらにもMVが収録されたDVDが付いており、豪華盤にはさらにMVのメイキング映像と16ページのフォトブックが付いている。約1000枚を売り上げ、オリコン初登場順位(2015年12月7日付)は100位だった。これは、CD不況の中では好スタートの数字と言える。
収録曲（豪華盤、通常盤）
1. ハローラフストーリー
- 作詞：山崎寛子、作・編曲：西岡和哉
- 『夕実＆梨沙の東京ラフストーリー』#1～#65 オープニング曲
- 『夕実＆梨沙の東京ラフストーリー』#1～#8　エンディング曲

2. サンキューグッナイ
- 『夕実＆梨沙の東京ラフストーリー』#9～#65 エンディング曲

3. ピースオブライフ
4. ハローラフストーリー(off vocal)
5. サンキューグッナイ(off vocal)
6. ピースオブライフ(off vocal)

## 番組グッズ

### 夕実＆梨沙のラフストーリーは突然に
| 発売年 | 弾                   | 発売日   | 商品名                                | 概要 |
| ------ | -------------------- | -------- | ------------------------------------- | --- |
| 2021   | 第1弾                | 8月25日  | ハンドタオル                          | グレーのハンドタオルで、隅に「Yumi & Risa」という刺繍が入っている。 |
| 2021   | 第1弾                | 8月25日  | トートバッグ                          | 黒いトートバッグで、表面には「Yumi & Risa」と「JOQR」の文字がプリントされている。内側にはポケットも付いている。 |
| 2021   | 第1弾                | 8月25日  | モバイルバッテリー                    | 白地のモバイルバッテリーで、上面には番組ロゴがプリントされている。 |
| 2022   | コラボ第1弾          | 1月13日  | 『＠リビングは突然に』セット story. 1 | 「東山奈央のラジオ＠リビング」とのコラボグッズセット。サコッシュと2種類のモーテルキーホルダー、録りおろしトークが収録されたスペシャルCDがセットとなっている。サコッシュは、紺色で、3人のパーソナリティの名前と「suddenly "at living"」の文字があしらわれている。モーテルキーホルダーは、ピンク色とえんじ色の2種類で、番組タイトルや番組の放送開始日、パーソナリティの名前などがプリントされている。 |
| 2022   | 第2弾                | 8月17日  | タンブラー                            | シャンパンゴールドのタンブラーで、表面には番組タイトルがプリントされている。 |
| 2022   | 第2弾                | 8月17日  | ハンディファン                        | 白地のハンディファンで、スタンドが付属している。中央には「Yumi & Risa」の文字があしらわれている。 |
| 2022   | A＆Gオールスター2022 | 10月16日 | Tシャツ                               | 黒地のTシャツで、左胸にはイベントロゴがあしらわれ、背面には番組名とパーソナリティの名前がプリントされている。 |
| 2022   | A＆Gオールスター2022 | 10月16日 | マフラータオル                        | 白地のマフラータオルで、イベントロゴと番組名、パーソナリティ名がプリントされている。 |
| 2022   | A＆Gオールスター2022 | 10月16日 | アクリルキーホルダー                  | 表面には番組ロゴ、裏面には番組パーソナリティのサインがあしらわれたアクリルキーホルダー。 |
| 2022   | A＆Gオールスター2022 | 10月16日 | リボンキーホルダー                    | イベントタイトルがあしらわれたアクリルキーホルダーに、番組名とパーソナリティ名がプリントされたリボンがついている。 |
| 2023   | 第3弾                | 1月11日  | Y＆R パーカー                         | クリーム色のパーカーで、胸元に「Y & R」という刺繍が入っている。 |
| 2023   | 第3弾                | 1月11日  | YUMI&RISA 歯ブラシセット              | 「Yumi & Risa」とあしらわれたクリアブルーのケースに歯ブラシと歯磨き粉が入っている。 |
| 2023   | 第3弾                | 1月11日  | YUMI&RISA マドラー                    | 「Yumi & Risa」とあしらわれた焼酎マドラー。 |
| 2023   | 第4弾                | 8月23日  | Y＆R Tシャツ                          | 「YR」デザインとパーソナリティのサインがあしらわれた青地のTシャツ。M・L・XLの3サイズ展開。 |
| 2023   | 第4弾                | 8月23日  | Y＆R クールタオル                     | 「YR」デザインとパーソナリティのサインがあしらわれたクールタオルと、クールタオル収納用の巾着のセット。 |
| 2023   | 第4弾                | 8月23日  | ゆみりさボールペン                    | パーソナリティのサインがワンポイントで入った多機能ボールペン。黒・赤のボールペンとシャープペンシルがセットになっている。 |
| 2023   | 第1回イベント        | 9月24日  | ゆみりさ うちわ＆ステッカーセット     | 「ゆみぴょん」と書かれたうちわと「梨沙様」と書かれたうちわの2本セット。ステッカーには通常Ver.とホログラムVer.があり、うちわの裏面のデコレーション等に使うことができる。 |
| 2023   | 第1回イベント        | 9月24日  | ゆみりさ スティックマルチ充電ケーブル | 番組名があしらわれたUSB充電ケーブル。出力側の端子にはTYPE-Cとライトニング、Micro USBの3種類が付いている。 |
| 2024   | 第5弾                | 1月10日  | ゆみりさ メガネケース＆クロス         | 白地のメガネケースとメガネクロスのセット。二人のサインを基にしたデザインがあしらわれている。 |
| 2024   | 第5弾                | 1月10日  | ゆみりさ 豆小皿セット                 | 電子レンジでも使える豆小皿二枚セット。皿の中央には二人のサインを基にしたデザインがあしらわれている。 |

## イベント

### 夕実&梨沙のラフストーリーは突然に
第7回(2020・2021年度)アニラジアワード授賞式
- 2022年3月14日開催。当番組が「BEST FEMALE RADIO 最優秀女性ラジオ賞」と「RADIO OF THE YEAR 最優秀ラジオ大賞」を受賞したため、内山と種田の二人が登壇し、トロフィーを受け取った。また、種田がパーソナリティを務める『Salon de Tanedaへようこそ♪』も「BEST SOLO RADIO ひとりラジオ賞」を受賞したため、種田はそちらのパーソナリティとしても登壇した[34]。2022年3月23日配信回にて、授賞式の舞台裏の様子が動画付きで放送された[35]。また、『東海オンエア虫眼鏡・島﨑信長 声YouラジオZ』にも、当番組のパーソナリティとして内山・種田の二人でゲスト出演した[36]。

A&Gオールスター2022
- 2022年10月16日開催。文化放送超A&G＋の人気10番組のパーソナリティが一堂に会し、トークコーナーやゲームコーナーに挑戦した[37]。

『夕実＆梨沙のラフストーリーは突然に』第1回番組単独イベント
- 2023年9月24日開催。会場は文化放送メディアプラスホール。昼の部はパーソナリティの2人のみ、夜の部は2人に加えてゲストに本渡楓を迎え、お便りの紹介コーナーや特別コーナーなどを行った[32]。当日は配信も実施され、配信限定のおまけトークもあった。

『夕実＆梨沙のラフストーリーは突然に』第2回番組単独イベント
- 2024年6月16日開催。会場は科学技術館サイエンスホール。第1部は茅野愛衣をゲストに迎え、第2部はパーソナリティー2人のみ。当日は配信も実施された。